# St.-Martinus-Kirche (Etzel)

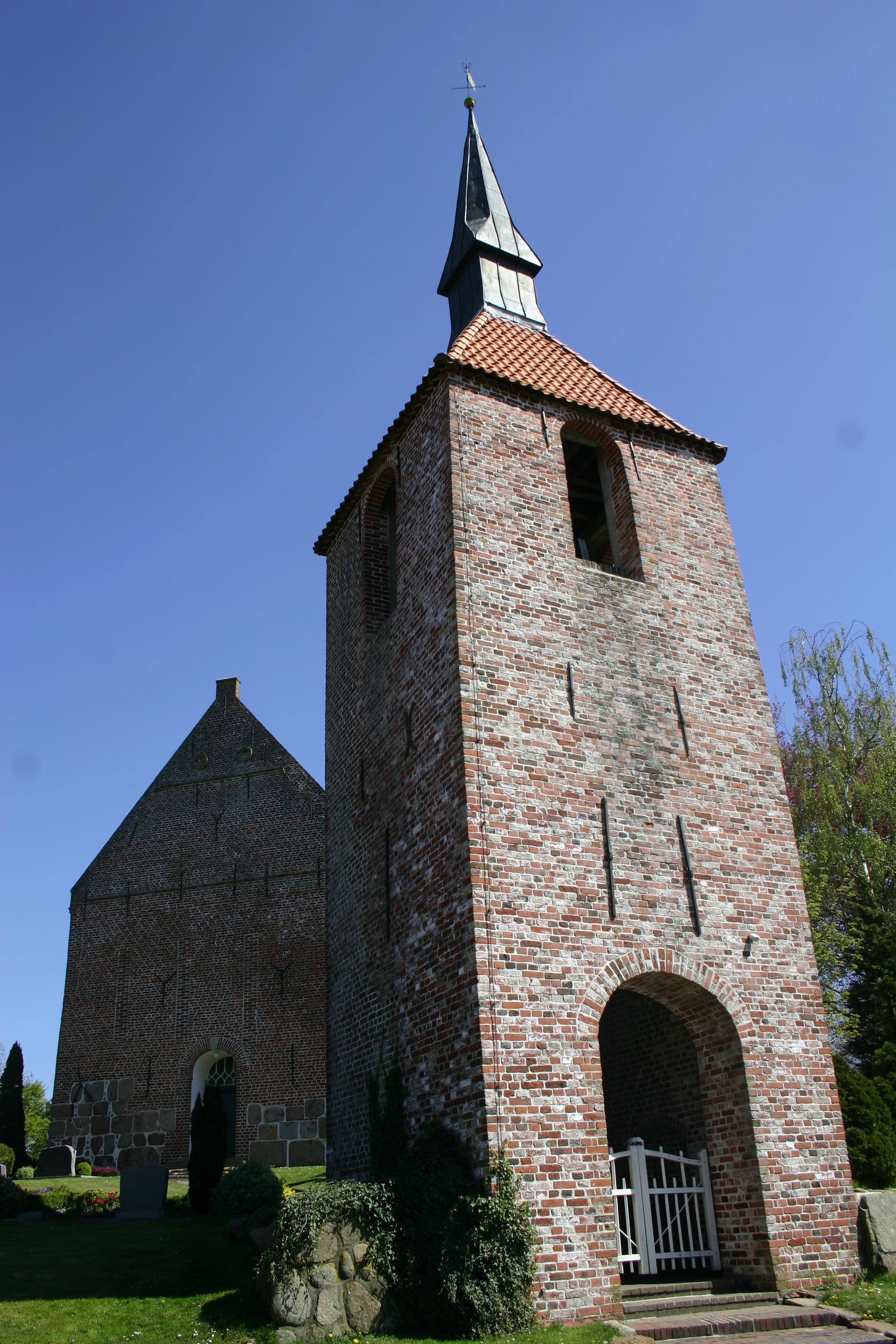
St.-Martinus-Kirche Etzel

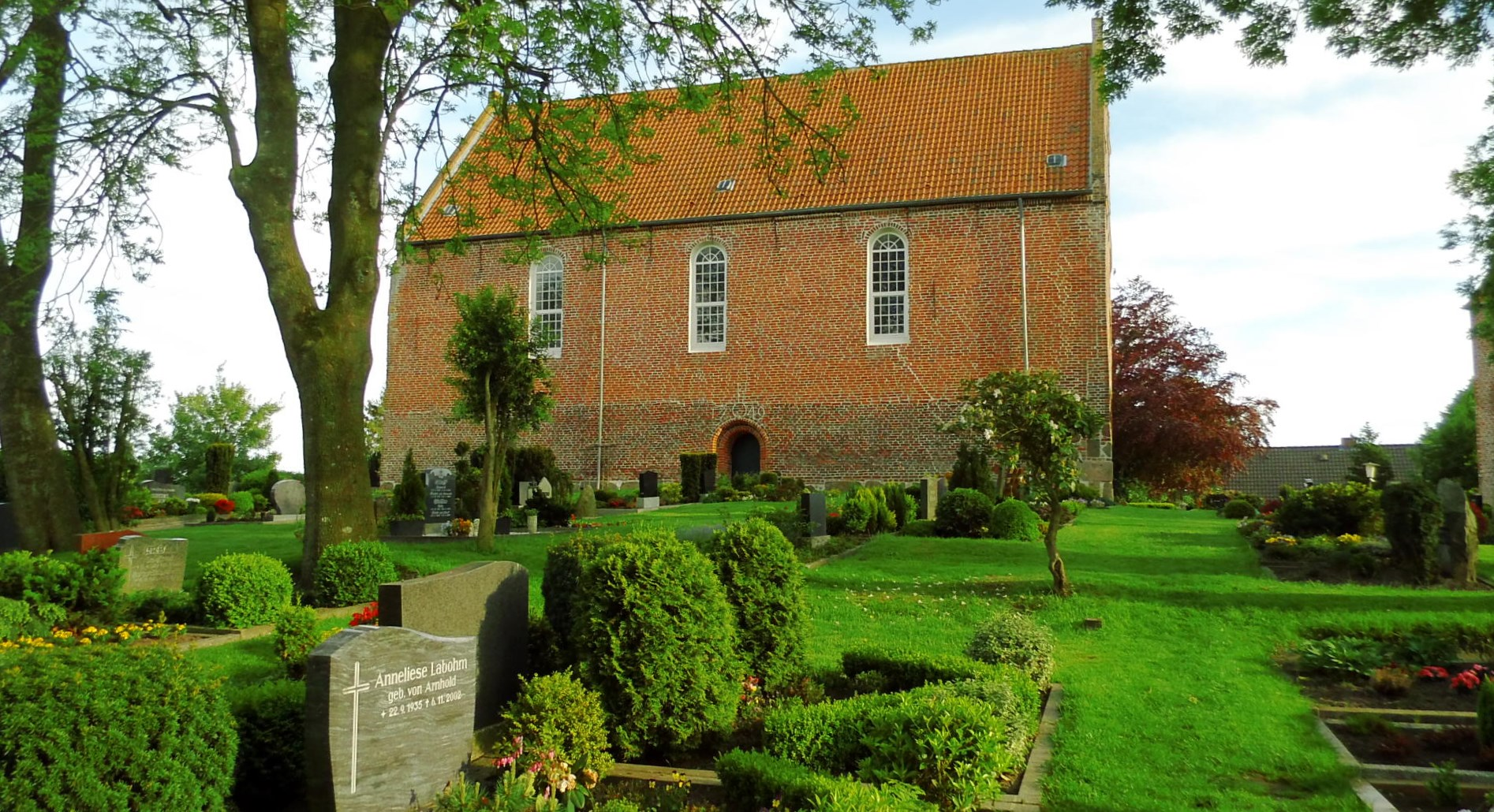
Evangelisch-lutherische St.-Martinus-Kirche (Nordseite)

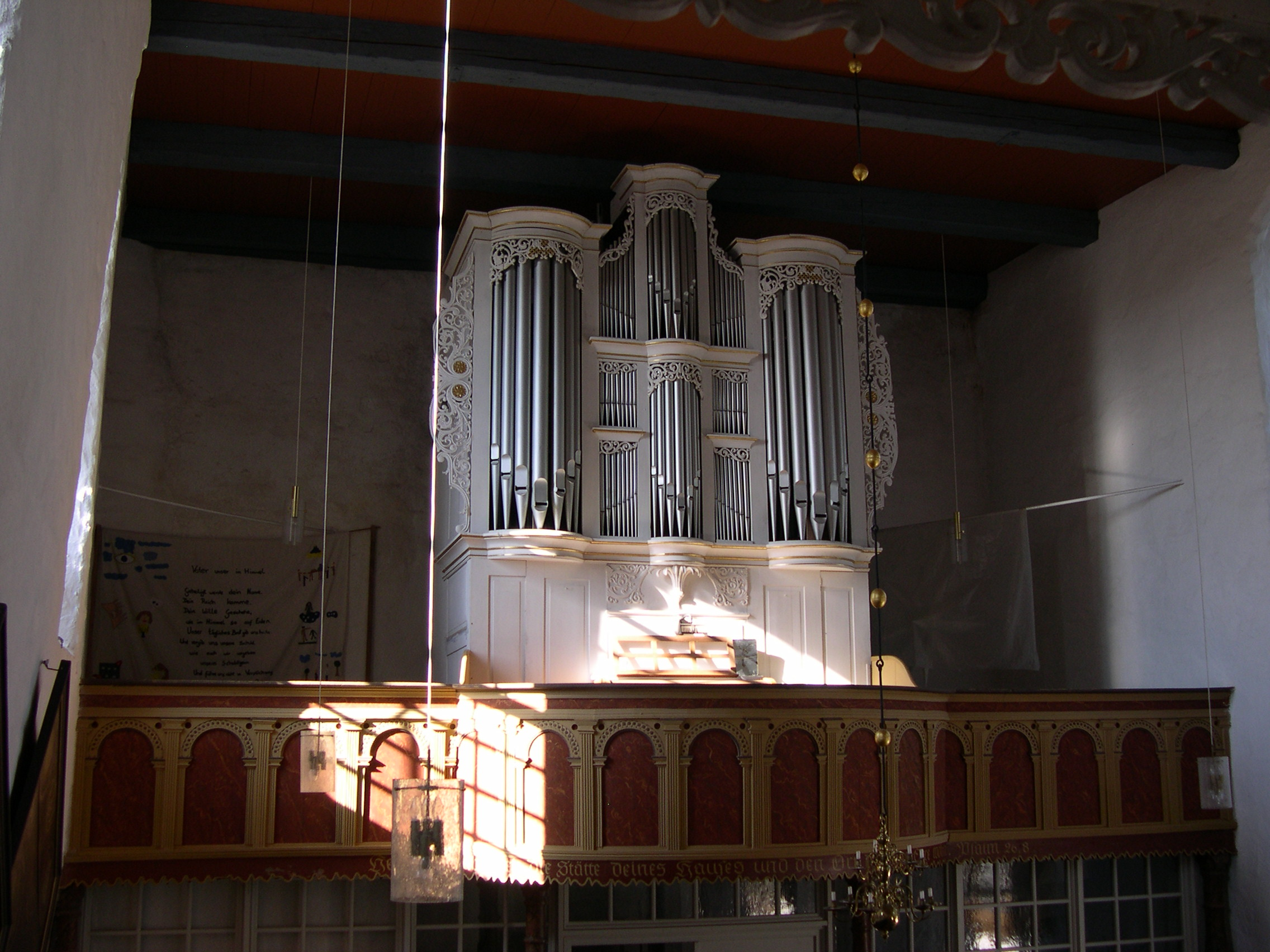
Orgel in Etzel hinter historischem Prospekt (1864)

Die evangelisch-lutherische St.-Martinus-Kirche befindet sich in Etzel, Gemeinde Friedeburg in Ostfriesland, und wurde in der ersten Hälfte des 13. Jahrhunderts erbaut. Die Kirche ist als Baudenkmal ausgewiesen.

## Geschichte und Baubeschreibung
Im Mittelalter gehörte die Kirche  zum Erzbistum Bremen und unterstand dem Sendbereich von Kloster Reepsholt. Grabungen im Jahr 1974 ergaben, dass es zwei hölzerne Vorgängerkirchen in Schwellbalkenbauweise gegeben hat, die beide durch Feuer zerstört wurden. Die heutige Kirche wird um 1240 datiert und wurde dem heiligen Martin geweiht.
Die romanische Saalkirche wurde aus Backsteinen auf einem Fundament aus Granitquadern errichtet. Von der ursprünglichen Ostapsis zeugt noch der große Bogen in der heute zugemauerten Ostwand. Mehrmals muss die Apsis eingestürzt und wiedererrichtet worden sein. Die Rundbogen-Portale an der Nord- und Südseite wurden später ebenfalls vermauert.
Im Zuge der Reformation wechselte die Gemeinde zum lutherischen Bekenntnis. Nachdem das Gebäude am Ende des 16. Jahrhunderts durch einen Blitzschlag schweren Schaden erlitt und das Dach und die Inneneinrichtung ein Raub der Flammen wurden, wurde es im Jahr 1612 in verkleinerter Form um drei Meter verkürzt neu errichtet und ausgestattet. Im Jahr 1829 wurden alle Fenster umgestaltet und der heutige Westeingang geschaffen. Der Nordeingang wurde 2005 wieder freigelegt, um einen stufenfreien Zugang zu ermöglichen.
Der frei stehende Glockenturm wurde im Jahr 1666 als Torturm mit Pyramidendach und einem Dachreiter 15 Meter westlich der Kirche errichtet. Bis 1914 befanden sich dort zwei Glocken. Eine wurde im Ersten Weltkrieg für Rüstungszwecke eingeschmolzen; eine 1934 gegossene Glocke musste im Zweiten Weltkrieg abgeliefert werden.
Im Jahr 1968 wurde die Pfarrstelle aufgehoben und Etzel zu einer Kapellengemeinde. Seit 1990 teilt sich Etzel mit Marx eine Pfarrstelle.

## Innenausstattung
Der Innenraum wird durch eine flache Holzbalkendecke abgeschlossen und hat wohl nie ein Gewölbe besessen. Der Raum wird durch das reich verzierte Retabel in weißer Fassung beherrscht, das bis an die Decke reicht. Die Ähnlichkeit mit dem Retabel in Engerhafe weist das Werk in Etzel als Arbeit von Hinrich Cröpelin aus. Auf der Predella wird die Geburt Christi geschildert, das große Hauptbild zwischen gewundenen Säulen zeigt das Abendmahl, darüber die Kreuzigungsszene und ganz oben die Auferstehung Christi. Die Bilder werden durch Rankenwerk gerahmt und das Retabel mit ausladendem Schnitzwerk verziert. An den Altarschranken wird der Reformator Jan Hus mit einer Gans als seinem Symbolvogel und Martin Luther als Schwan dargestellt, wie sie das Abendmahl in beiderlei Gestalt austeilen. Die relativ späte Jahreszahl 1714 hat zur Vermutung geführt, dass das Altarretabel ursprünglich für Esens geschaffen und 1714 nach Etzel überführt wurde. Auch die aufwändig geschnitzte Kanzel mit gedrehten Säulen, zwischen denen Felder mit Darstellung der Evangelisten angebracht sind, dem großen Schalldeckel mit durchbrochenem Rankenwerk und dem Treppenaufgang stammen von Meister Cröpelin. An der Nordwand befinden sich die Reste des älteren Retabels aus dem Jahr 1617: die Rückwand mit Beschlagwerk und Inschriften aus Luthers Katechismus.
Die drei Kronleuchter aus Messing wurden in den Jahren 1660, 1675 und 1726 gestiftet. Zu den Vasa Sacra gehören ein 1687 gestifteter vergoldeter Silberkelch und eine Patene von 1694. Der gebürtige Etzeler Albertus Seba stiftete 1713 ein achteckiges hölzernes Taufbecken mit einer Zinnschale, die von einer Messingkuppel abgedeckt wird, sowie zwei Gemälde, die die Signatur „Petter van Alfem den 30. Oct 1713“ tragen. Gerd Sieben Janssen schuf 1862 bis 1864 eine Orgel, von der nur noch der Prospekt erhalten blieb; das Innenwerk wurde 1928 durch die Firma P. Furtwängler & Hammer ersetzt. Das störanfällige pneumatische Instrument wurde 2007 von Bartelt Immer gründlich instand gesetzt.